# Hiến Thành
Hiến Thành là một phường thuộc thị xã Kinh Môn, tỉnh Hải Dương, Việt Nam.

## Địa lý
Phường Hiến Thành có vị trí địa lý:
- Phía Đông giáp xã Minh Hòa
- Phía Tây giáp huyện Kim Thành
- Phía Nam giáp thành phố Hải Phòng
- Phía Bắc giáp các phường Long Xuyên và Thái Thịnh.

Phường có diện tích 6,30 km², dân số năm 2018 là 8.837 người, mật độ dân số đạt 1.403 người/km².

## Lịch sử
Trước đây xã Hiến Thành có diện tích 6,29 km², dân số năm 1999 là 8267 người, mật độ dân số đạt 1314 người/km².
Ngày 11 tháng 9 năm 2019, Ủy ban Thường vụ Quốc hội ban hành Nghị quyết số 768/NQ-UBTVQH14 (nghị quyết có hiệu lực từ ngày 1 tháng 11 năm 2019). Theo đó, chuyển huyện Kinh Môn thành thị xã Kinh Môn và thành lập phường Hiến Thành trên cơ sở toàn bộ 6,30 km² diện tích tự nhiên và 8.837 người của xã Hiến Thành.

## Hành chính
Phường Hiến Thành được chia thành 6 khu dân cư: Nam Hà, Đông Nam, Phạm Xá, Huyền Tụng, Mỹ Động, An Thủy.

## Văn hóa
Dân cư đại đa số theo Phật giáo, toàn khu phố Mỹ Động theo Thiên Chúa giáo, 1/2 khu phố An Thủy theo Thiên chúa giáo và Phật giáo.
Ở khu phố An Thủy có 1 ngôi chùa được phong tặng Di tích lịch sử cấp quốc gia.
Trên địa bàn phường Hiến Thành có 2 nhà thờ lớn là nhà thờ An Thủy và nhà thờ Mỹ Động.